# Dizzy Reed
Darren Arthur Reed, detto Dizzy (Hinsdale, 18 giugno 1963), è un tastierista statunitense che suona nei Guns N' Roses.
Legato alla band dall'inizio degli anni ottanta, si è unito nel 1990 alla stessa, durante le registrazioni di Use Your Illusion I e II. Ha suonato il pianoforte in "Civil War", "Live and Let Die" e "Since I Don´t Have You" (in The Spaghetti Incident?), e l'organo in "Yesterdays".
Nel 1990 entrò a far parte della band Johnny Crash assieme a Matt Sorum.
Insieme ad Axl Rose, dal 1991 è l'unico componente stabile del gruppo californiano. Reed è anche il fondatore del gruppo The Wild, e il tastierista e cantante nella reinterpretazione band Hookers & Blow.
È stato sposato con Lisa, autrice e insegnante, per quindici anni. Dal matrimonio sono nati due figli.

## Discografia

### Studio
- 1991 - Use Your Illusion I
- 1991 - Use Your Illusion II
- 1993 - The Spaghetti Incident?
- 2008 - Chinese Democracy

### Raccolte
- 1998 - Use Your Illusion
- 2004 - Greatest Hits

### Live
- 1999 - Live Era 87-93

### EP
- 1993 - The "Civil War" EP

### Collaborazioni
- 1993 - Duff McKagan - Believe in Me
- 1994 - Gilby Clarke - Pawnshop Guitars
- 1995 - Slash's Snakepit - It's Five O'Clock Somewhere
- 1995 - Michael Zentner - Playtime
- 1996 - Maissa - Not What I Had Planned
- 1996 - Larry Norman - Copper Wires
- 1997 - Varii artisti - Steinway to Heaven
- 2001 - Doug Aldrich - Electrovision
- 2002 - Motörhead - Hammered
- 2004 - Bang Tango - Ready to Go
- 2004 - Tommy Stinson - Village Gorilla Head
- 2006 - Court Jester - Strangeland
- 2007 - Gilby Clarke - Gilby Clarke
- 2008 - Backyard Babies - Backyard Babies
- 2008 - Johnny Crash - Unfinished Business
- 2020 - Chris Catena's Rock City Tribe - Truth in Unity